# Davi Zaia
David Zaia (Cordeirópolis, 7 de fevereiro de 1956) é um bancário, sindicalista, filósofo e político brasileiro, filiado ao Cidadania. 

## Biografia
Exerceu três mandatos de deputado estadual pelo estado de São Paulo. No governo Alckmin, foi secretário do Trabalho e de Gestão Pública entre 2011 e 2014., presidente do PPS no em São Paulo e vice-presidente da União Geral dos Trabalhadores (UGT).
Assumiu interinamente em novembro de 2016 a presidência nacional do PPS, após a licença de Roberto Freire, nomeado Ministro da Cultura.

## Atividade Sindical
Foi eleito presidente do Sindicato dos Bancários de Campinas e Região e escolhido duas vezes como representante dos funcionários no Conselho de Administração da Nossa Caixa. À frente da entidade, coordenou a redemocratização do órgão e o transformou num dos sindicatos mais fortes e combativos do País.
No ano de 1992, presidiu o Departamento Intersindical de Estatísticas e Estudos Socioeconômicos (DIEESE).
Atualmente, Zaia preside a Federação dos Bancários de São Paulo e Mato Grosso do Sul, sediada na Capital.